# Айдун
Айдун (араб. ايدون) — місто в Йорданії. Розташоване в провінції Ірбід на північному заході країни біля кордону із Сирією. За певними припущеннями, є стародавнім містом Діон, що входило до Декаполіса. Станом на 2015 рік населення Айдуну становить 58 565 осіб.

## Історія
За результатами османського перепису населення (дефтеру) 1596 року, Айдун розташовувався в нахії Бані-ель-Асар в ліві (районі) Хавран. Тодішнє населення складалось з 32 домогосподарств та 21 неодруженого чоловіка, які всі були мусульманами. Селяни сплачували фіксований податок у розмірі 25 % з різних сільськогосподарських продуктів, зокрема пшениці, ячменю, виноградників, фруктових дерев тощо — загалом 10 215 акче.
У 1838 році більшість мешканців Айдуна були мусульманами-сунітами, а село розташовувалась в районі Бені-Ебейд.
За Йорданським переписом населення 1961 року в Айдуні проживало 1700 осіб.